# Larsen Inlet
Das Larsen Inlet ist eine in nordsüdlicher Ausrichtung rund 20 km lange und etwa 11 km breite Bucht an der Nordenskjöld-Küste des Grahamlands auf der Antarktischen Halbinsel. Ihre Einfahrt wird durch das Kap Longing und das Kap Sobral begrenzt.
Der norwegische Antarktisforscher Carl Anton Larsen (1860–1924), nach dem sie benannt ist, berichtete 1893 im Rahmen seiner Fahrt mit der Jason (1892–1894) über eine große Bucht in diesem Gebiet. Die Benennung erfolgte 1902 auf Vorschlag des US-amerikanischen Bergsteigers und Schriftstellers Edwin Swift Balch (1856–1927). Der Falkland Islands Dependencies Survey identifizierte und kartierte die Bucht im Jahr 1947.
Das Larsen Inlet war ursprünglich vom Larsen-Schelfeis ausgefüllt und ist seit 1989 weitgehend eisfrei.